# Anatolij Osmolovskij
Anatolij Feliksovič Osmolovskij (in russo Анато́лий Фе́ликсович Осмоло́вский?; Mosca, 1º luglio 1969) è un artista russo, vive e lavora a Mosca.
È artista visivo, intellettuale ed inoltre performer, teorico, editore, insegnante. Il suo lavoro artistico si concentra sulla scultura, prevalentemente in legno.

## 1989-1992: performance del primo periodo
Anatoly Osmolovsky ha cominciato la sua carriera come scrittore verso il 1989. In questo periodo attua una serie di performance, sempre accompagnate da una struttura dialettica di riflessione espressa nelle sue attività editoriali (i magazines “Radek” e “Base”) e didattiche.
L'attività performativa è una parte importante dell'inizio della carriera di Anatoly Osmolovsky. Le sue performance hanno prevalentemente un'impronta di protesta politica contro le istituzioni governative, il sistema giudiziario, la polizia, il controllo e la repressione, la violenza.
Le sue performance hanno inizio tra il 1990 e il 1992 con una serie di azioni e provocazioni nelle strade di Mosca realizzate nell'ambito del movimento E.A.T., Art Territory Expropriation (espropriazione del territorio dell'arte).
Nel 1991 il movimento E.A.T. realizza la performance Silent parade (Crawling) (La parata del silenzio – strisciando), in cui i performer strisciavano sulla strada dalla fermata della metropolitana Mayakovskaya fino al monumento a Mayakovsky a Mosca, simboleggiando il passaggio dal socialismo al capitalismo come uno strisciare nel fango.
Nel 1991 il movimento E.A.T. partecipa alla mostra The days of knowledge (I giorni della conoscenza) alla galleria Regina Art di Mosca con slogan di ispirazione punk e interventi performativi come le azioni A parody of the human chain at the White House (Una parodia della catena umana alla Casa Bianca).
Nel 1992 Osmolovsky presenta presso la Regina Gallery di Mosca l'installazione-performance Leopards Burst into the Temple (Leopardi irrompono nel tempio), in cui alcuni leopardi si aggiravano per la galleria tra le opere. Questa azione, come testimonia anche il curatore Oleg Kulik (artista e performer ucraino nato nel 1961 a Kiev), venne considerata il manifesto delle nuove forze e delle nuove idee dell'arte Russa.
Osmolovsky prende il titolo della sua mostra-performance da un articolo del filosofo francese Jean Baudrillard: “The leopards burst into the temple and break the holy vessels” (I leopardi irrompono nel tempio e rompono i paramenti sacri). Nella metafora dei leopardi per Osmolovsky i paramenti sacri sono la tradizione e il concettualismo dell'arte russa, considerati superati e noiosi.
Nel 1992 Osmolovsky realizza per la rivista Flash Art il progetto Ideological carrier: fotografie di persone con parti del corpo dipinte in rosso o nero, ad esempio le mani mentre compiono gesti convenzionali come il segno della vittoria.
Nel 1992, nelle due mostre collettive Multiplicity Culture. Itinerari dell'arte in un mondo che cambia, Museo del Folklore, Roma, e Liasons Dangereaux, Centre of Contemporary Art, Mosca, Osmolovsky presenta After Post-Modernism you can only shout (Dopo il Post-Modernismo puoi solo urlare), una serie di 12 fotografie di volti di artisti che urlano in cornici barocche e l'audio di ognuno questi urli. Parte del lavoro è nelle collezioni della Tretyakov Gallery di Mosca.
Nel 1992 partecipa alla 4th International Biennale of Istanbul, Istanbul.

## 1993-1999: performance e Biennale di Venezia 1993
Dall'inizio degli anni Novanta Osmolovsky segue progetti editoriali legati alla sua attività di performer: “Nezesudik. Revolutionary Competitive Program” (programma rivoluzionario competitivo) progetto editoriale di taglio provocatorio, e “Radek”,  magazine che Osmolovsky fonda e di cui è direttore e che poi sfocia nella fondazione della comunità omonima. “Radek” vuole creare uno spazio di espressione per la politica radicale. Per la prima copertina di “Radek”, Osmolovsky e altri 3 attivisti realizzano nel 1993 una performance contro la gestione del parlamento da parte del governo di Elstin, Shame on october 7 (Vergogna per il 7 ottobre).
Nel 1993 Osmolovsky realizza la performance Travel to the Brobdingneg Land (Mayakovsky/Osmolovsky) (Viaggio nella regione di… toponimo inventato, con un richiamo all'isola dei giganti del romanzo di Jonathan Swift I viaggi di Gulliver), in cui si arrampica sulla statua di Mayakovsky sulla Piazza Rossa a Mosca (con un richiamo alla frase di Isaac Newton: “Se ho visto più lontano, è perché stavo sulle spalle dei giganti”.
Nel 1993 espone al padiglione Aperto della 45ª Biennale d’Arte di Venezia curata da Achille Bonito Oliva presentando due fotografie: Chaos – My house, che richiama la situazione caotica della Russia di allora nella decostruzione totale dell'Unione Sovietica e Odd man out (Strano uomo fuori) si riferisce invece all'estremo individualismo e all'aggressività che si manifestano nella Russia post sovietica.
Nel 1995 partecipa alla mostra collettiva Caravanserai of Contemporary Art, Associazione Culturale Arte Nova, Pescara, curata da Giacinto Di Pietrantonio. Osmolovsky presenta No means No (No significa no), un lavoro fotografico in cui rielabora un gesto comune e simbolico, la stretta di mano.
A seguito di un periodo di residenza presso il Kunstlerhaus Bethanien di Berlino, nel 1996 Osmolovsky allestisce la sua mostra personale Situative Action fur PDS gestendo l'ampio spazio del Kunstlerhaus Bethanien a disposizione tra l'organizzazione e lo svolgimento di seminari su temi politici e sociali con materiali di promozione del partito socialista tedesco PDS e l'esposizione di poster con slogan e grafiche iconiche.
Nel 1998 realizza la performance-happening Barricade in Gertsen e Nikitskaya street a Mosca (vicino al Cremlino). Scatoloni di cartone, slogan, oggetti e riproduzioni di quadri bloccavano la via in un omaggio alle rivolte studentesche francesi del 1968 in occasione del loro trentesimo anniversario.

## 2000-2003: prime sculture e Biennale di Venezia 2003
Nel 2000, per Manifesta III, Ljubljana, Slovenia, Osmolovsky presenta il lavoro Monument to the brilliant and victorious General of NATO Dr. Freud (Monumento al brillante e vittorioso generale della NATO Dott. Freud), scultura formata da parti di artiglieria.
Nel 2001 nella personale  Workshop Art Moscow. "Inpozitsiya",  Central House of Artist, Mosca, Osmolovsky presenta oggetti come bandiere e libri, simboli come la stella a 5 punte e testi, una parte di parquet divelto e lavorato.
Nel 2002 espone alla 25ª Bienal de Sao Paulo, San Paolo, Brasile.
Nel 2003 Osmolovsky partecipa alla 50ª Biennale d’Arte di Venezia con l'opera Dovunque è vita, un manifesto di 84 x 60 cm parte della serie di 139 manifesti d'artista commissionati per la sezione Stazione Utopia a cura di Molly Nesbit, Hans-Ulrich Obrist e Rirkrit Tiravanija, affissi lungo i muri esterni delle Corderie dell'Arsenale.

## 2004-2007: sculture e Documenta Kassel 2007
Nel 2004 Osmolovsky realizza molte sculture tra cui le serie Bugs (Insetti), Cuts (Tagli), Details (Dettagli), Pieces (Pezzi), che presenta per la prima volta nel 2004 nella mostra personale The Way Political Positions Turn into Form alla Stella Art Gallery, Moscow.
La riflessione teorica alla base ha per Osmolovsky sempre grande importanza: nel testo omonimo The Way Political Positions Turn into Form (Come le posizioni politiche diventano forma), Anatoly Osmolovsky parla di una nuova epoca per l'arte russa, dal 2000, che è però piena di divertimento, irresponsabilità e superficialità. Negli anni Novanta il tema più importante per gli artisti era il concetto di potere e la rivoluzione politica era al primo posto. Ciò lascia spazio dal 2000 ad alcune questioni aperte.
Viktor Misiano (curatore d'arte contemporanea nato a Mosca nel 1957), nel testo Reflexive fetishism in Anatoly Osmolovsky (Feticismo riflessivo in Anatoly Osmolovsky), spiega le motivazioni e la coerenza del passaggio dalle performance e dall'attivismo politico ad un'arte astratta e formale.
Nel 2004 espone nella collettiva Za Czerwonym Horyzontem, Zamek Ujazdowski, Varsavia.
Nel 2005 realizza la serie Dusty phrases: con nastro biadesivo trasparente compone a parete delle parole disposte in senso orizzontale, parole su cui con il tempo la polvere si incolla rendendole leggibili, prevalentemente frasi e citazioni di carattere politico e sociale, accompagnate nell'installazione da bandiere, scatole, tubi, manifesti, fotografie.
Espone la serie Dusty phrases nel 2005 nella collettiva Angels of History al MuHKA, Anversa.
Nel 2006, nella personale Nathalie Sarrante Golden Fruit presso Contemporary City Foundation, Mosca, Osmolovsky presenta una serie di sculture, sia appese a muro che poggiate a terra, che richiamano grandi arance dai colori artificiali e anche il blu e l'oro come colori presenti nelle chiese ortodosse.
La serie Hardware, esposta nel 2006 nella personale Hardware alla Stella Art Gallery, Mosca, consiste in una serie di 11 sculture in bronzo di carrarmati che rappresentano i seguenti paesi: Brasile, Gran Bretagna, Germania, Israele, Italia, Russia, U.S.A., Francia, Sud Africa, Giappone. Il prototipo per tutti i carrarmati è il tank russo clandestino Black Eagle, nell'intento di conferire un senso estetico ad un oggetto la cui progettazione è rivolta esclusivamente alla funzionalità.
Sempre nel 2006 espone nelle collettive Russia!, Guggenheim Museum Bilbao, Bilbao, e Modus R: Russian Formalism Today, Newton Building, Miami.
Nel 2007 espone la serie Hardware a Documenta XII, Kassel, Germania. Nello stesso anno riceve il Kandinsky Prize - Best artist of the year, Mosca ed espone inoltre nelle collettive: Progressive Nostalgia, Centro per l'arte Contemporanea Luigi Pecci, Prato; Who's got the Big Picture?, MuHKA, Anversa; I Believe!, Winzavod Contemporary Art Centre, Mosca; History of Russian Videoart - Volume I, Moscow Museum of Contemporary Art, Mosca; Urban Formalism, Moscow Museum of Contemporary Art, Mosca; Thinking realism, State Tretyakov Gallery, Mosca; On Geekdom, Benaki Museum, Atene.

## Dal 2008: Bread series
Dal 2007 Osmolovsky sviluppa le sculture Bread series. Queste sculture sono realizzate in legno di tiglio, scuro, con riflessi dorati e bronzei sul fronte, il legno è sagomato in forme curvilinee e scavato sul lato frontale in un complesso disegno di fori e cavità. Il disegno è realizzato a partire da una scansione tridimensionale di fette di pane nero da cui si ricava un motivo simmetrico che viene scavato nel legno da una macchina. La superficie del legno viene successivamente trattata con acidi che ne rendono l'aspetto invecchiato e vernici color oro che conferiscono una lucentezza antica. Le sculture Bread series richiamano le icone russe per il materiale ligneo e la lucentezza dorata e allo stesso tempo, come evidenziato dal titolo, le fette del pane nero tipico della Russia. Osmolovsky dispone spesso queste sculture in composizioni a parete che richiamano le tipiche iconostasi delle chiese ortodosse russe.
Nel 2008 espone le sculture Bread series nella personale New Works presso Marat Guelman Gallery, Mosca.
Nel 2009 partecipa alla Moscow Biennale III: presso GARAGE Center for Contemporary Culture a Mosca, Osmolovsky presentando la scultura lignea Totem. Nell'ambito dei progetti speciali di questa Biennale di Mosca, Osmolovsky espone inoltre al Museo PERMM a Perm nella Russia Orientale.
Nel 2010 espone nella collettiva Modernikon, Arte Contemporanea dalla Russia, a cura di Francesco Bonami e Irene Calderoni presso la Fondazione Sandretto Re Rebaudengo, Torino.
Dal 2010 Osmolovsky è editore e direttore del magazine di arte contemporanea “Base”, un nuovo progetto editoriale in cui in particolare proietta ed espone la sua riflessione teorica sull'arte.
Osmolovsky è autore di vari saggi e testi critici. Contribuisce inoltre con diversi articoli di teoria dell'arte alla rivista Moscow Art Magazine diretta da Viktor Misiano. Temi principali e ricorrenti toccati da Osmolovsky nei suoi testi teorici sono il rapporto tra arte e società e il ruolo dell'artista.
Anatoly Osmolovsky svolge inoltre un'intensa attività didattica principalmente sulla Storia dell'Arte.
Nel 2011 espone nelle collettive Materia prima. Russkoe Bednoe. L'arte povera in Russia, a cura di Marat Guelman, Pac Padiglione d'Arte Contemporanea di Milano, Milano, e Ostalgia, a cura Massimiliano Gioni con Jarrett Gregory, New Museum of Contemporary Art, New York.
Nel 2012 espone nella collettiva Blind hole, Thomas Brambilla Gallery, Bergamo.
Nel 2013 terrà la sua prima mostra personale in Europa in una galleria privata presso Thomas Brambilla Gallery a Bergamo.
Thomas Brambilla Gallery